# 黒瀬美樹
黒瀬 美樹（くろせ みき、1980年8月12日 - ）は日本のタレント。

## プロフィール
兵庫県尼崎市出身。
親和女子高等学校卒業後、日本メイクアップアーティスト学院「ベーシックメイク入門コース」にてディプロマを取得。
オフィスキイワードを経て、2013年8月より舞夢プロ所属となる。
関西を拠点に活動。
主にイベントMC、レポーターやスチールモデルとして活動をする。
2019年8月舞夢プロとの契約終了。
その後フリーのMCとして活動。
2021年2月より活動拠点を関西から祖母の故郷である奄美大島(鹿児島県大島郡)に移す。
奄美大島でフリーのMCとして活動開始。
2022年にNPO法人ゆいむすび実行委員会を立ち上げ、ビーチクリーンや環境問題に関するイベントを企画・運営している。
エフエムたつごうにて同法人のラジオ番組「ゆいラジ！」のパーソナリティを務める。

## 出演番組

### テレビ・CM
- eo光ﾁｬﾝﾈﾙ「谷口キヨコの旬なKANSAI トレンド＋」レポーター
- 中田食品CM（直売店編）

- MBS「ほしおび」
- P&G「アリエール」(インフォマーシャル)
- ホーユー（インフォマーシャル）
- 西宮ケーブル　フロムにしのみや